# Frangepán II. Frigyes
Frangepán II. Frigyes (horvátul: Fridrik II. Frankopan, 1254 előtt – 1292 június előtt) a Frangepán családból származó horvát főnemes, vegliai, vinodoli és modrusi gróf.

## Családja
Frangepán III. Vid fia. Testvérei IV. Bertalan és IV. Vid voltak. Frigyesnek feleségétől, Ágnestől két fia született, Lénárd és II. Duim, akinek leszármazottai képezték a család szluini ágát.

## Élete
1257-ben IV. Béla király követeként tűnik fel a zenggi templomosok és a raguzaiak vitájában. Akkor Zengg knyáza volt, Lafrancus Munaroli jegyző pedig Veglia, Vinodol és Modrus grófjának nevezte. Ezt az információt tartják az első megbízható bizonyítéknak arra vonatkozóan, hogy egy vegliai gróf Modrus és Vinodol grófjának címét is viselte. A fegyveres harc és Krk (Veglia) szigetének visszafoglalása után a IV. Bertalan és IV. Vid megbízásából 1260-61-ben ő tárgyalt Velencében Giovanni Tiepolo osori gróffal a békéről annak testvére, Lorenzo és Veglia grófjai között. Ugyanakkor igyekezett kibékíteni az osoriakat és a vegliaiakat. E tárgyalások után a velenceiek beleegyeztek abba, hogy Krk szigetét visszaadják a vegliai grófoknak, amit 1260. április 6-án a nagytanács is megerősített.  1261 áprilisában végleges szerződést kötöttek az ügy megoldására.
Frigyest ezt követően 1270-ben említi V. István magyar király oklevele, amely megerősíti őt és testvéreit Modrus és Vinodol birtokában. Tevékenysége elsősorban Vegliához kapcsolódott. Vitában állt Marin vegliai püspökkel, ezért a velenceiek 1280. július 18-án magas pénzbírsággal fenyegetve követelték az ellenségeskedés befejezését.  A velenceiek 1281-ben, 1283-ban és 1287-ben figyelmeztették, hogy rendezze velük szembeni vazallusi kötelezettségeit. 1288-ban a választott bíróság vezetőjeként említik a Zadar és Rab közötti perben Pag, Novalja és Luna Pag szigetén. Ez év elején állították össze régi szokásjogok alapján a legrégebbi horvát nyelvű jogi emléket, a Vinodoli-kódexet, melyben Veglia hat grófja közül elsőként Frigyest említik.  Frigyes 1292. júniusa előtt hunyt el, utóda II. Duim a család szluini ágának alapítója volt.